# 1972年ミュンヘンオリンピックのバスケットボール競技・男子日本選手団
1972年ミュンヘンオリンピックのバスケットボール競技・男子日本選手団（―のバスケットボールきょうぎ・だんしにほんせんしゅだん）は、1972年ミュンヘンオリンピックバスケットボール競技に出場したバスケットボール男子日本代表である。
前回のメキシコ五輪で出場権を逃した日本であったが、このミュンヘン大会のアジア予選で優勝を果たし2大会ぶり出場（前出場の東京大会は開催国枠のため予選通過はローマ大会以来3大会ぶり）となった。
しかし、グループゲームラウンドではエジプトに78-73で辛勝したのみで、特に米国には33-99とまったく歯が立たず、五輪ワースト2位の14位に終わった。

## スタッフ
- 監督 笠原成元
- コーチ 吉田正彦

## 選手
- 谷口正朋
- 横山邦彦
- 杉田勝彦
- 宗田研二
- 服部信雄
- 阿部成章
- 吉川峰夫
- 坂井和史
- 千種信雄
- 森哲
- 杣友厚
- 沼田宏文

## 成績

### Aグループ
- ブラジル 110 - 55  日本
- チェコスロバキア 74 - 61  日本
- 日本 78 - 73  エジプト
- オーストラリア 92 - 76  日本
- スペイン 87 - 76  日本
- キューバ 108 - 63  日本
- アメリカ合衆国 99 - 33  日本

### 最終順位
| 順位 | 国・地域         |
| ---- | ---------------- |
| 1位  | ソビエト連邦     |
| 2位  | アメリカ合衆国   |
| 3位  | キューバ         |
| 4位  | イタリア         |
| 5位  | ユーゴスラビア   |
| 6位  | プエルトリコ     |
| 7位  | ブラジル         |
| 8位  | チェコスロバキア |
| 9位  | オーストラリア   |
| 10位 | ポーランド       |
| 11位 | スペイン         |
| 12位 | 西ドイツ         |
| 13位 | フィリピン       |
| 14位 | 日本             |
| 15位 | セネガル         |
| 16位 | エジプト         |